# Masdevallia amanda
Masdevallia amanda är en orkidéart som beskrevs av Heinrich Gustav Reichenbach och Josef Ritter von Rawicz Warszewicz. Masdevallia amanda ingår i släktet Masdevallia och familjen orkidéer. Inga underarter finns listade i Catalogue of Life.

## Bildgalleri

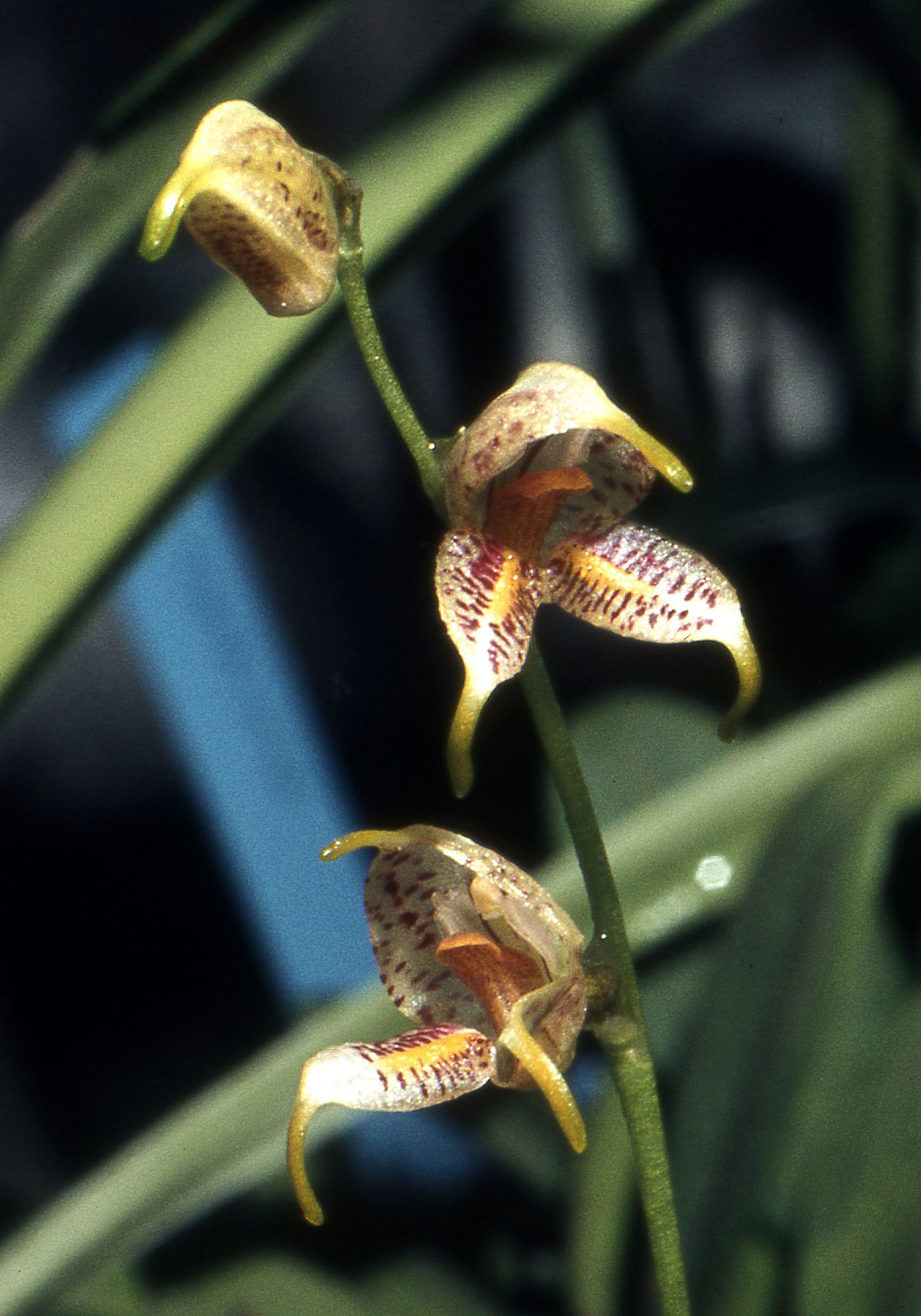